# Cảng Dương Sơn

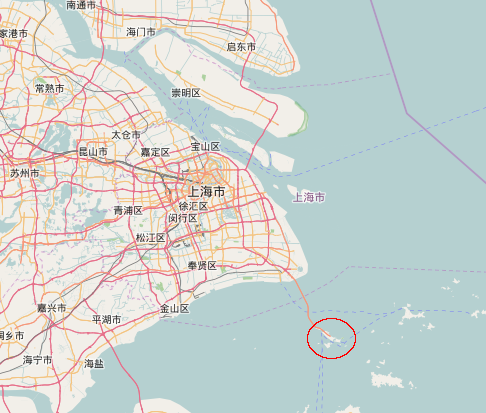
Cảng Dương Sơn

Cảng Dương Sơn (洋山港), với tên đầy đủ là Cảng biển nước sâu Dương Sơn (洋山深水港), là một cảng biển mới được xây ở vịnh Hàng Châu, phía nam Thượng Hải. Được xây dựng nên để vượt qua những giới hạn tăng trưởng cho Cảng Thượng Hải, nằm trong vùng nước nông, cho phép xây dựng những bến tàu với chiều sâu lên đến 15 mét, có khả năng đón các tàu container lớn nhất hiện nay. Cảng biển đạt được điều này bằng cách xây dựng trên các hòn đảo ngoài khơi là Đại và Tiểu Dương Sơn (một phần của quần đảo Chu Sơn, thuộc quyền quản lý hành chính của huyện Thặng Tứ, địa cấp thị Chu Sơn) đã được hợp nhất bằng cách bồi lấp đất, và kết nối với Phố Đông thông qua cầu Đông Hải để trở thành một phần của cảng Thượng Hải. Cầu này được khánh thành vào ngày 10 tháng 12 năm 2005 và là cây cầu biển lớn thứ hai thế giới với chiều dài 32,5 km. Cảng này do Tập đoàn Cảng vụ Quốc tế Thượng Hải (tiền thân là Cục Cảng vụ Thượng Hải) kinh doanh.
Năm 2015 cảng Dương Sơn đã bốc xếp 36,54 triệu Đơn vị tương đương container 20 ft (TEU), tăng 3,5% so với năm 2014. Năm 2013 khối lượng bốc xếp là 33,6 triệu TEU, trong khi vào giữa năm 2011 thì quan chức cảng này mới chỉ hy vọng đạt được mức 12,3 triệu TEU cho năm đó, so với mức 10,1 triệu TEU năm 2010.

## Các bến tàu
Vào năm 2000/2001, việc triển khai giai đoạn đầu tiên trong bốn giai đoạn đã được thực hiện. Hai giai đoạn đầu tiên xây dựng được 9 bến tàu với cầu tàu dài tổng cộng 3 km. Khu một bắt đầu hoạt động vào năm 2004, có thể luân chuyển 2,2 triệu container mỗi năm và có 10 cần cẩu trên cầu cảng. Khu hai hoạt động từ tháng 12 năm 2006, bao gồm 72 hécta với 15 cần cẩu.
Khu ba, hoạt động song song xây dựng, sẽ hoàn tất vào năm 2010 với 7 bến, với khu 3A dự kiến sẽ hoạt động vào cuối năm 2007. Khi được xây dựng hoàn tất vào năm 2020, cảng sẽ có bốn khu vực hoạt động với 30 bến có thể trung chuyển 15 triệu TEU container hàng năm .

Toàn cảnh phía nam của bến cảng

## Hình ảnh

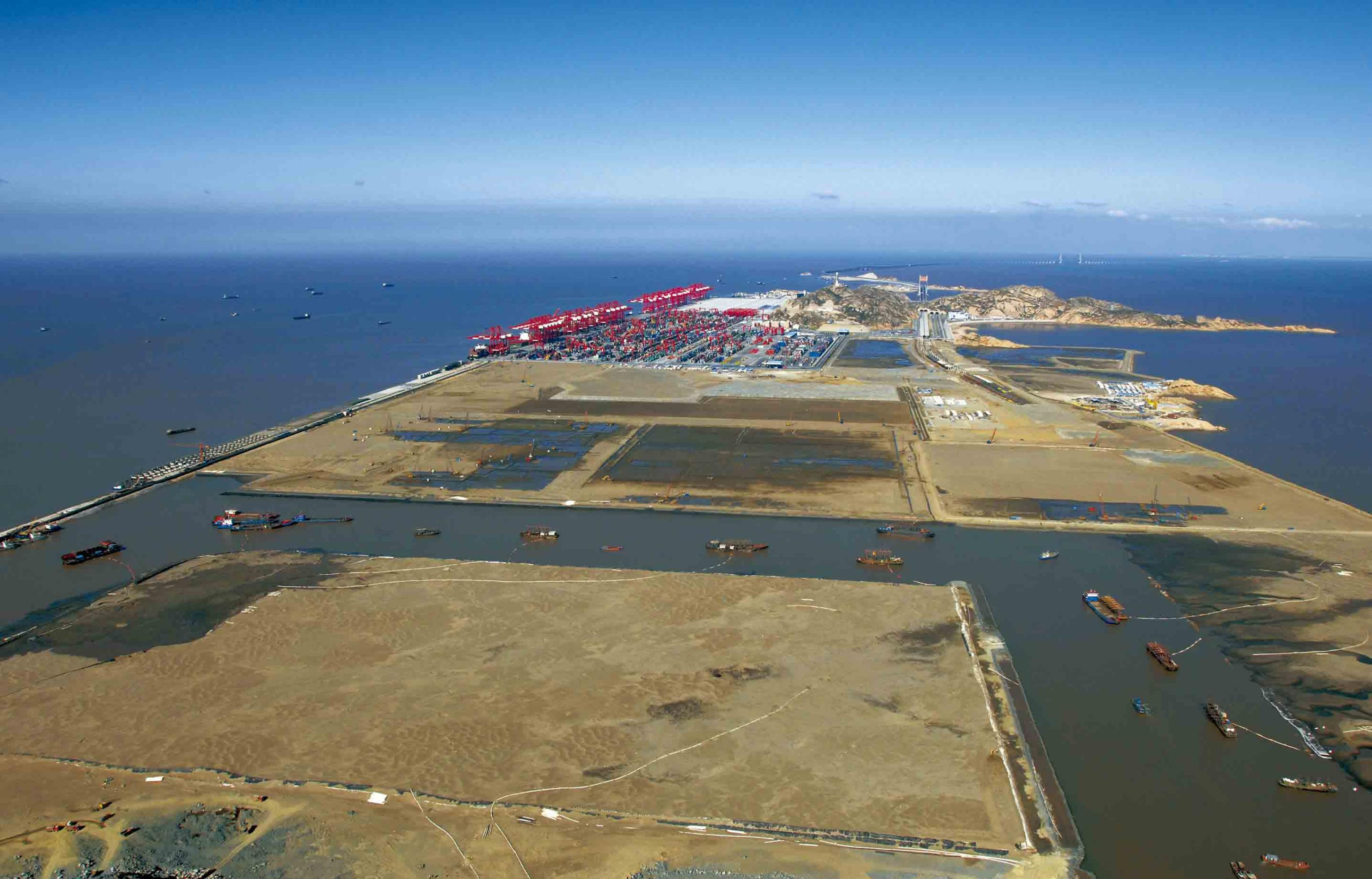
Bồi lấp đất ở cảng Dương Sơn
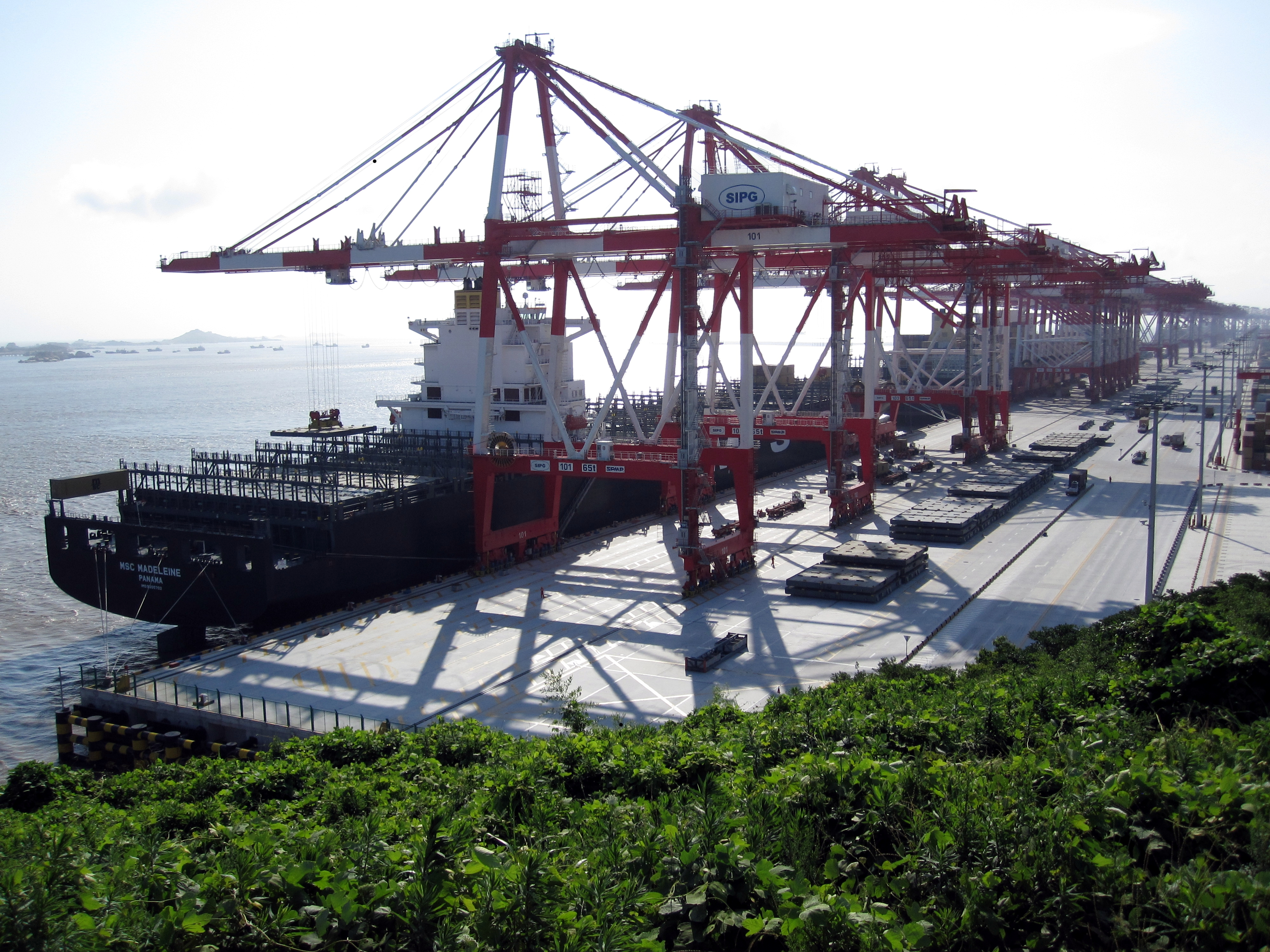
Bến chính
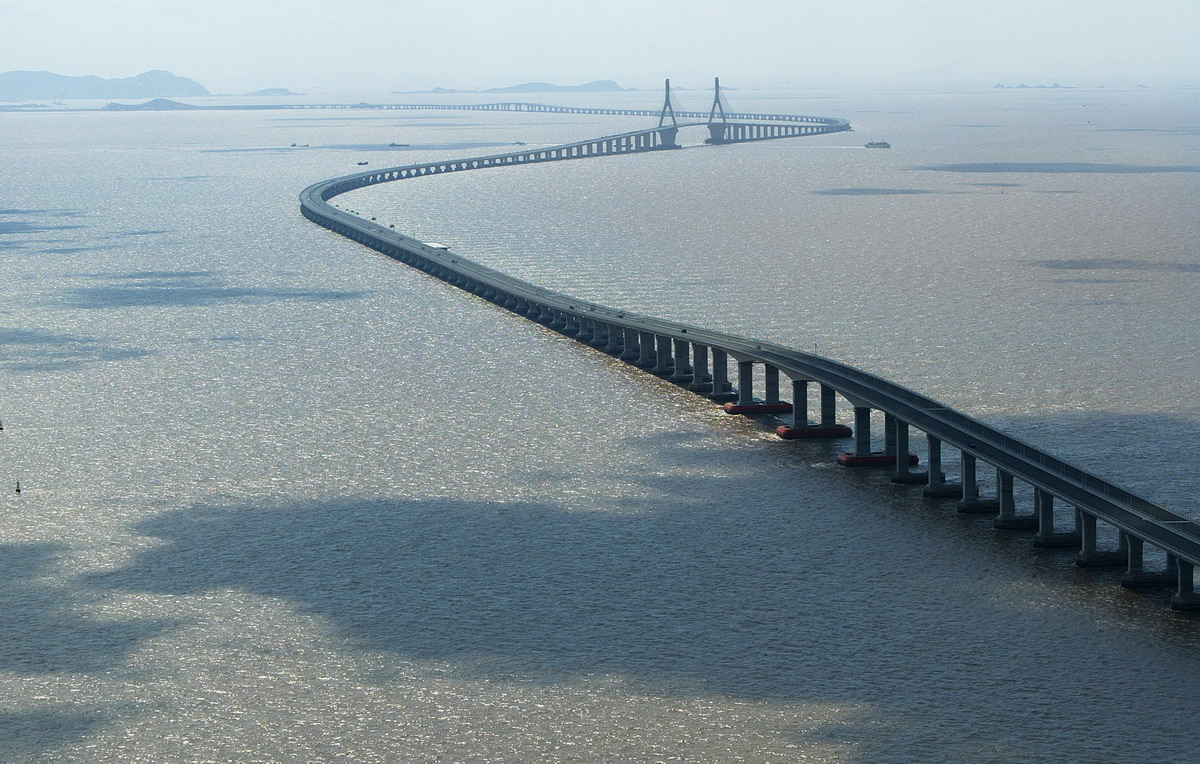
Cầu Đông Hải
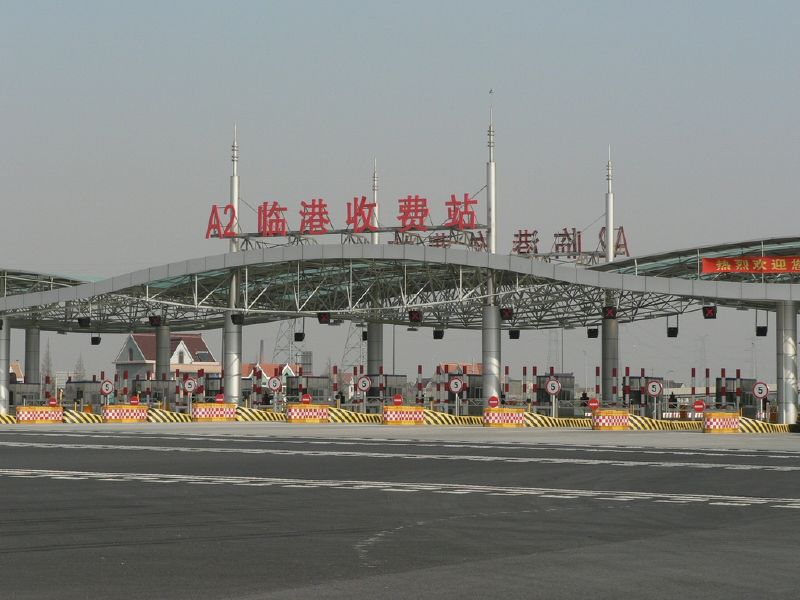
Lối vào cảng

## Chi phí xây dựng
Tổng chi phí xây dựng cảng Yangshan có thể lên đến 12 tỉ USD trong vòng 20 năm  Lưu trữ ngày 3 tháng 2 năm 2007 tại Wayback Machine.